# 2 kopiejki 1916
2 kopiejki 1916 – moneta dwukopiejkowa, wprowadzona do obiegu w 1916 roku na terenie Ober-Ost, na terenie II Rzeczypospolitej wycofana z obiegu w 1921 r.
Dwukopiejkówkę 1916 bito w mennicach w Berlinie i Hamburgu.

## Awers
W centralnej części umieszczono napis niemiecki Gebiet des Oberbefehlhabers Ost ozdobiony gałązkami dębowymi, poniżej znak mennicy – A (Berlin) lub J (Hamburg), całość otoczona od góry i od dołu perełkami.

## Rewers
Na tej stronie monety znajduje Żelazny Krzyż, u góry cyfra 2, poniżej napis w języku rosyjskim КОПѢЙКИ, a pod spodem rok 1916.

## Nakład
Monetę bito na krążkach stalowych o średnicy 24 mm i masie 5,83 grama, z rantem gładkim, według wzoru nieznanego na przełomie XX i XXI w. projektanta.
Nakłady monety z poszczególnych mennic wynosiły:
| Lp. | Mennica | Znak mennicy | Nakład (sztuk) | Zdjęcie |
| --- | ------- | ------------ | -------------- | ------- |
| 1   | Berlin  | A            | 6 972 574      |         |
| 2   | Hamburg | J            | 8 017 000      |         |

## Opis
Znane są bardzo dobre współczesne fałszerstwa.
W pierwszej połowie XXI w. na rynku kolekcjonerskim pojawiają się destrukty mennicze określane jako „zdwojenie daty”. Incydentalnie notowane są również egzemplarze z kontramarką „JHC”.